# حياة الغازي
حياة الغازي (مواليد سنة 1979) رياضية مغربية متخصصة في رمي المطرقة.

## مسيرتها
فازت بالميداليات البرونزية في بطولة أفريقيا لألعاب القوى مرتين، في نسخة 2002 و2004. في عام 2003، حقّقت رقما قياسيا وطنيا حبث بلغت رميتها 60.43 مترا.
في عام 2007، أُدينت الغازي بتهمة تعاطي المنشطات. تم تسليم العينة في 10 أغسطس 2006 في بطولة أفريقيا لألعاب القوى 2006 التي أُقيمت في بامبوس بموريشيوس، حيث فازت في الأصل بالميدالية الفضية. تم توقيفها من سبتمبر 2006 إلى سبتمبر 2008، وكذلك تم استبعاد جميع النتائج التي حققتها منذ يوم اختبارها.

## روابط خارجية
- حياة الغازي على موقع الاتحاد الدولي لألعاب القوى (الإنجليزية)